# Heliconia dielsiana
Heliconia dielsiana är en enhjärtbladig växtart som beskrevs av Ludwig Eduard Loesener. Heliconia dielsiana ingår i släktet Heliconia och familjen Heliconiaceae. Inga underarter finns listade.